# 忘記你不如忘記自己
《忘記你不如忘記自己》為香港和臺灣歌手王傑的第十二張個人專輯，也是第八張國語專輯，發行於1991年7月11日，唱片編號：UFO-91182，由飛碟唱片公司發行。

## 專輯簡介
專輯由王傑、陳大力共同製作，彭國華監製，銷售成績更勝上一張專輯，除了拿下連續三周銷售冠軍（合計共五周銷售冠軍），也拿下兩次金曲龍虎榜周冠軍（進榜長達19週），亦是1991年金曲龍虎榜秋季總冠軍，成為當時少數能力壓港星風潮的台灣歌手，主打歌「忘記你不如忘記自己」亦接連拿下台灣、馬來西亞、新加坡各地流行榜冠軍，王傑該年亦以忘記自己做為三場愛心公益歌友會的標題，另外由王傑作詞作曲的歌曲「心痛」亦在台灣流行榜上蟬聯四周冠軍，並做為該年兩部古裝八點檔劇中歌曲，該曲MTV則是用電影的規格拍攝，是以中華人民共和國建國前一年做為故事背景，MTV在播出之後也有很大的迴響。而「永遠流浪」這首歌為王傑在未出道前所寫下，當時以開計程車為業、作為單親父親的他，時常都得載著兩歲大的女兒四處載客奔波，某次深夜遇到了一名善心的客人給了王傑1000元，叫他早點下班帶女兒回家休息，孓然一身的王傑因而心酸的寫下了這首歌。

## 曲目
| 曲序 | 曲名                           | 曲            | 詞          | 編曲     | 附註 | 粵語版本                                    |
| 01   | 心痛                           | 王傑          | 王傑        | Ricky Ho | 電影《至尊無上II之永霸天下》插曲 華視八點檔《京城四少》片尾曲 於“忘記自己” 1991全國巡迴愛心歌友會中透露此曲靈感是在日本的時候得來而在非洲的時候寫的 | 心痛（粵），收錄於 《一生心碎》             |
| 02   | 錯過就是悲哀                   | 陳志遠        | 陳樂融      | Ricky Ho | | 錯過就是悲哀（粵），收錄於專輯 《一生心碎》 |
| 03   | 永遠流浪                       | 王傑          | 王傑        | Ricky Ho | | 一生心碎，收錄於專輯 《一生心碎》           |
| 04   | 流浪的心                       | 陳秀男        | 丁曉雯      | Ricky Ho | | 流浪的心（粵），收錄於專輯 《流浪的心》     |
| 05   | 這是我第二次愛上你             | 王傑          | 廖瑩如      | 陳志遠   | |                                             |
| 06   | 忘記你不如忘記自己             | Johann Ziller | 張方露      | Ricky Ho | 電影《至尊無上II之永霸天下》片尾曲 改編自德國樂隊Bonfire的歌曲《You Make Me Feel》                                                                  | 冰冷長街，收錄於專輯 《一生心碎》           |
| 07   | 拒絕所有的愛                   | 陳耀川        | 張方露      | Ricky Ho | | 真的太假，收錄於專輯 《一生心碎》           |
| 08   | 浪子                           | 王傑          | 王傑        | Ricky Ho | | 我終於歸向你，收錄於專輯 《一生心碎》       |
| 09   | 來生再續緣                     | 王傑          | 張方露      | Ricky Ho | 中視八點檔《戲說乾隆》片尾曲 | 明日我是誰，收錄於專輯 《一生心碎》         |
| 10   | He Ain't Heavy He's My Brother | Bobby Scott   | Bob Russell | 陳志遠   | 原曲於1969年發行 |                                             |
| 11   | 帶著回憶離開我                 | 陳志遠        | 陳樂融      | 陳志遠   | 錄音帶未收錄，僅收錄於CD版本 | 忘記我，收錄於專輯 《流浪的心》             |
| 12   | Sealed With A Kiss             | Gary Geld     | Peter Udell | Ricky Ho | 錄音帶未收錄，僅收錄於CD版本 原曲於1960年發行 |                                             |

## 唱片版本
- 錄音帶版
- CD版

## 專輯文案
We grow great by dreams, grow strong by pains.

「我們因夢想而偉大，因痛苦而茁壯」

——獻給所有在現實中艱苦奮戰的朋友
  
　　　　　　　　　　　　　　　　　　　王傑

他
  
出道四年
  
出版了七張國語專輯

台灣地區平均每張銷售高達40萬張

美、加、星、馬等華人地區銷售統計超過95萬張

他
  
在三年間
  
出版五張粵語冠軍專輯

連開七場個人演唱會在香港的土地上

他，為台灣揚眉吐氣 

他
  
在大陸雖然只出版了三張專輯

但超過500萬張的銷售紀錄

使得酬勞優厚的巡迴演唱邀請絡繹不絕
 
但是他拒絕了
 
因為沒有人能同意他

穿著繡有青天白日滿地紅國旗的夾克上台演唱
 
而這卻是他唯一的堅持

在沈默中努力

王傑做的
  
永遠比我們看到的、聽到的、想像的更多

當我們一而再再而三地在報紙上讀到
 
劉德華唱片賣了多少多少張
 
林憶蓮在哪裡又引起一陣風潮
 
譚詠麟有多麼多麼重要
 
梅艷芳又開了幾場演唱會
 
為什麼我們很難看到、聽到

關於王傑的報道

難道只是因為
 
他和我們都生長在同一塊土地上——台灣
 
就不再像外國人那般重要？
 
難道只是因為

他努力得太沉默
 
就不值得一提？

難道只是因為
 
我們都習慣了

「外來的永遠比自己的好」？

或許

這正是一個黑白混淆、價值錯亂的時代

而王傑也甘心接受一切

但是
 
我們還是要說——

王傑，我們真的為你感到驕傲

無論是  

前無古人的銷售量
  
無遠弗屆的影響力

正義凜然的民族情感
  
或是持續不輟的堅持與努力

華語世界第一人
  
王傑，當之無愧！ 

## 音樂錄影帶
- 心痛
- 忘記你不如忘記自己